# Lingga-archipel

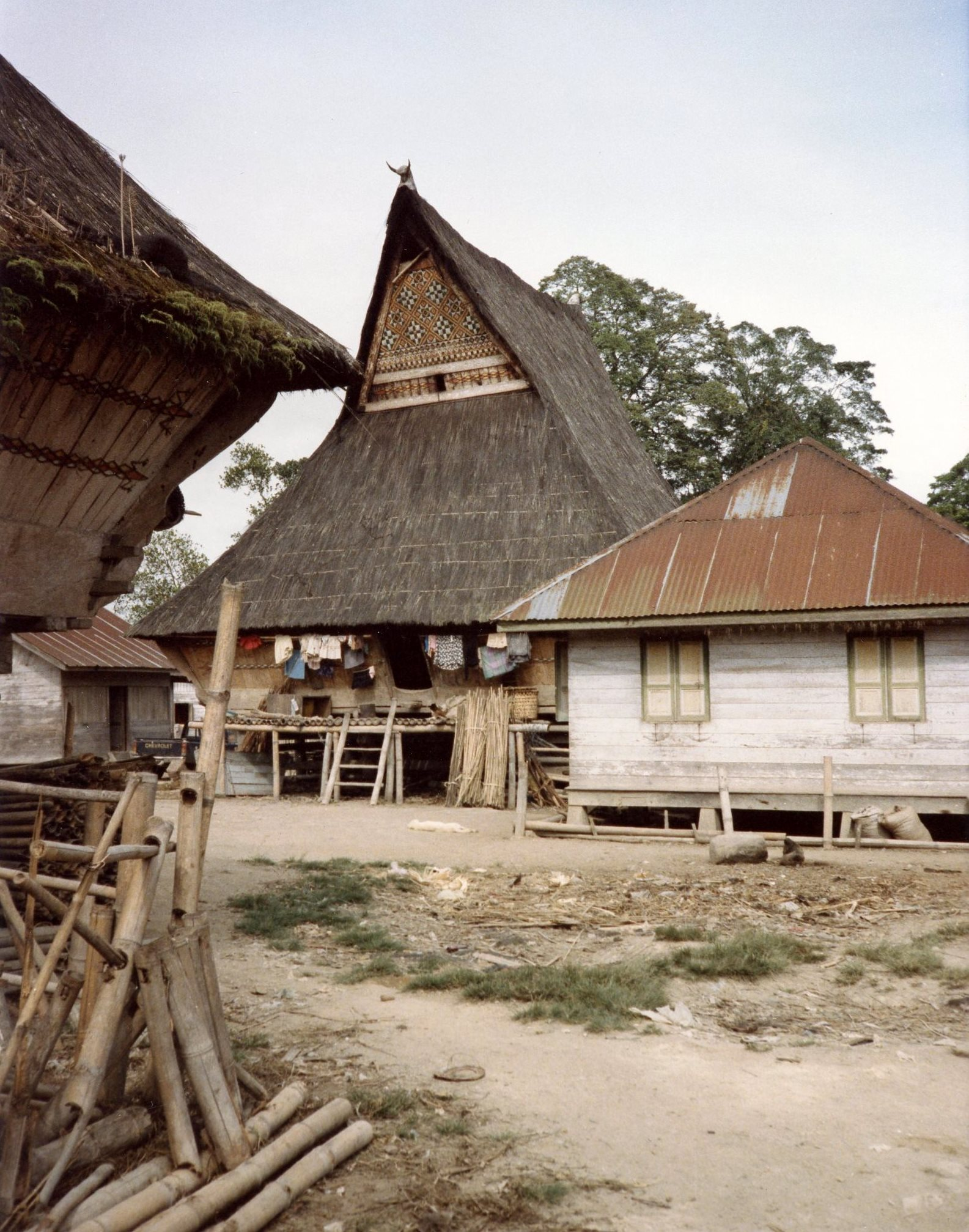
Een Karo-Batak huis in een dorp in Lingga.

De Lingga-archipel (Indonesisch: Kepulauan Lingga) is een groep verspreide eilanden in Indonesië aan weerskanten van de evenaar, ongeveer 50 tot 150 kilometer ten zuiden van Batam en Bintan. Het eiland Lingga ontleent zijn naam aan het opmerkelijke profiel van de berg Gunung Daik: linga is Sanskriet voor "fallus". De archipel is een onderdeel van de provincie Riouwarchipel (Indonesisch: Kepulauan Riau).
Het hoofdeiland Lingga was de woonplaats van sultan Mahmud, de laatste succesvolle vorst van het Maleise sultanaat Riau. De sultan was begin 19e eeuw uitgeweken naar het eiland uit vrees voor Nederlandse represailles voor een piratenaanval die hij had uitgelokt.
Het tweede grote eiland is Singkep.
```
<ǃ--als eilandengroep-->
```